# Naturentwicklungsgebiet
Naturentwicklungsgebiet ist ein in den Niederlanden entstandener Begriff, der Gebiete bezeichnet, die bewusst wieder in einen naturnahen oder natürlichen Zustand zurückversetzt werden sollen. Analog dazu wird in Deutschland der Begriff Wildnisentwicklungsgebiet verwendet.
Als man in den 1970er Jahren erkannte, dass der neue Flevoland-Polder eigentlich nicht mehr unbedingt gebraucht würde, da es bereits eine erhebliche landwirtschaftliche Überproduktion in der damaligen EWG gab und die Kosten für die Infrastruktur in einem so dünn bevölkerten Gebiet hoch sind, überließ man Teile des Polders sich selbst. Schnell wurde dieses Gebiet zum „Vogelparadies“. Nach einigen Jahren führte die natürliche Sukzession (Abfolge ineinander übergehender Zustände von Pflanzen- oder Tiergesellschaften an einem Standort bei fortschreitender Zeit, der natürliche Wandlungsprozess eines Ökosystems) zu einer zunehmenden Verbuschung dieser offenen Landschaften. So entstand ein Modell, durch Megaherbivoren (große Pflanzenfresser) eine natürliche Dynamik zu schaffen, die die Offenlandbiotope nahezu ohne menschliche Eingriffe erhalten soll. Dabei erzielte man spektakuläre Erfolge und übertrug dann dieses Modell auch auf andere Teile der Niederlande, da es dort kaum noch naturnahe Wald- oder Buschlandschaften gibt.
Dieses Modell wird heute in Abwandlungen auch für Gebiete im Baltikum und anderen Teilen Osteuropas diskutiert und zum Teil auch schon umgesetzt, da dort nach der Auflösung der Kolchosen riesige Flächen zur Verfügung stehen, die keiner ökonomisch sinnvollen Nutzung mehr zugeführt werden können. Bei Anwendung des niederländischen Modells könnte zumindest ohne hohe Investitionen eine Produktion von „Bio“-fleisch oder ähnlichem rentabel sein. Zudem könnte ein neuer Tourismuszweig entstehen. Man sprach in diesem Zusammenhang schon von neuen „Dschungeln“ in Europa. Auch für Teile Mecklenburg-Vorpommerns oder Brandenburgs sind solche Modelle in der Diskussion.
In Brandenburg wird der Begriff Naturentwicklungsgebiet zudem für vormalige Totalreservate verwendet. Laut § 21 Abs. 2 des Brandenburgischen Naturschutzgesetzes kann die Verordnung

„[…] innerhalb eines Naturschutzgebietes Zonen ausweisen, die der direkten menschlichen Einflussnahme entzogen sind und in denen die Lebensräume und Lebensgemeinschaften langfristig ihrer natürlichen Entwicklung überlassen bleiben (Naturentwicklungsgebiete).“